# U-NII
U-NII steht für Unlicensed National Information Infrastructure. Es ist die US-Bezeichnung für das lizenzfreie Frequenzband im 5-GHz-Bereich.
Dieser Bereich ist in mehrere Unterbänder von je 100 MHz aufgeteilt:  
- 5.15-5.25 GHz (U-NII-1)
- 5.25-5.35 GHz (U-NII-2A)
- 5.470-5.725 GHz (U-NII-2C)
- 5.725-5.825 GHz (U-NII-3)[2]
- 5.85-5.925 GHz (U-NII-4)[3]

Der wohl bekannteste Nutzer des U-NII Bandes ist der WLAN-Standard 802.11a bzw. 802.11h.